# Socket 939
Socket 939 je procesorová patice vytvořená firmou AMD. V červenci roku 2004 nahradil (nějakou dobu ale existovaly vedle sebe) socket 754 pro 64bitové procesory. Jeho nástupcem se stal socket AM2 v roce 2006. Jedná se o druhý socket určený pro řadu procesorů AMD64.
Podporuje dual channel DDR SDRAM, dále pak 3DNow!, SSE, SSE2 a SSE3. Procesory používající tento socket mají 64 KB level 1 cache a mezi 512 KB a 1MB level 2 cache. Socket 939 představuje nákladnější a zřetelně výkonnější platformu pro novější procesory Athlon 64, dvoujádrové Athlon 64 X2 a Athlon 64 FX. Nabízí dvoukanálový 128bitový řadič RAM paměti a výkonnou sběrnicí HyperTransport na 1000 MHz (HT1000).
Nejvýkonnějšími procesory pro tento socket byly Athlon 64 FX-60 a Opteron 185.